# Ivo van Hove

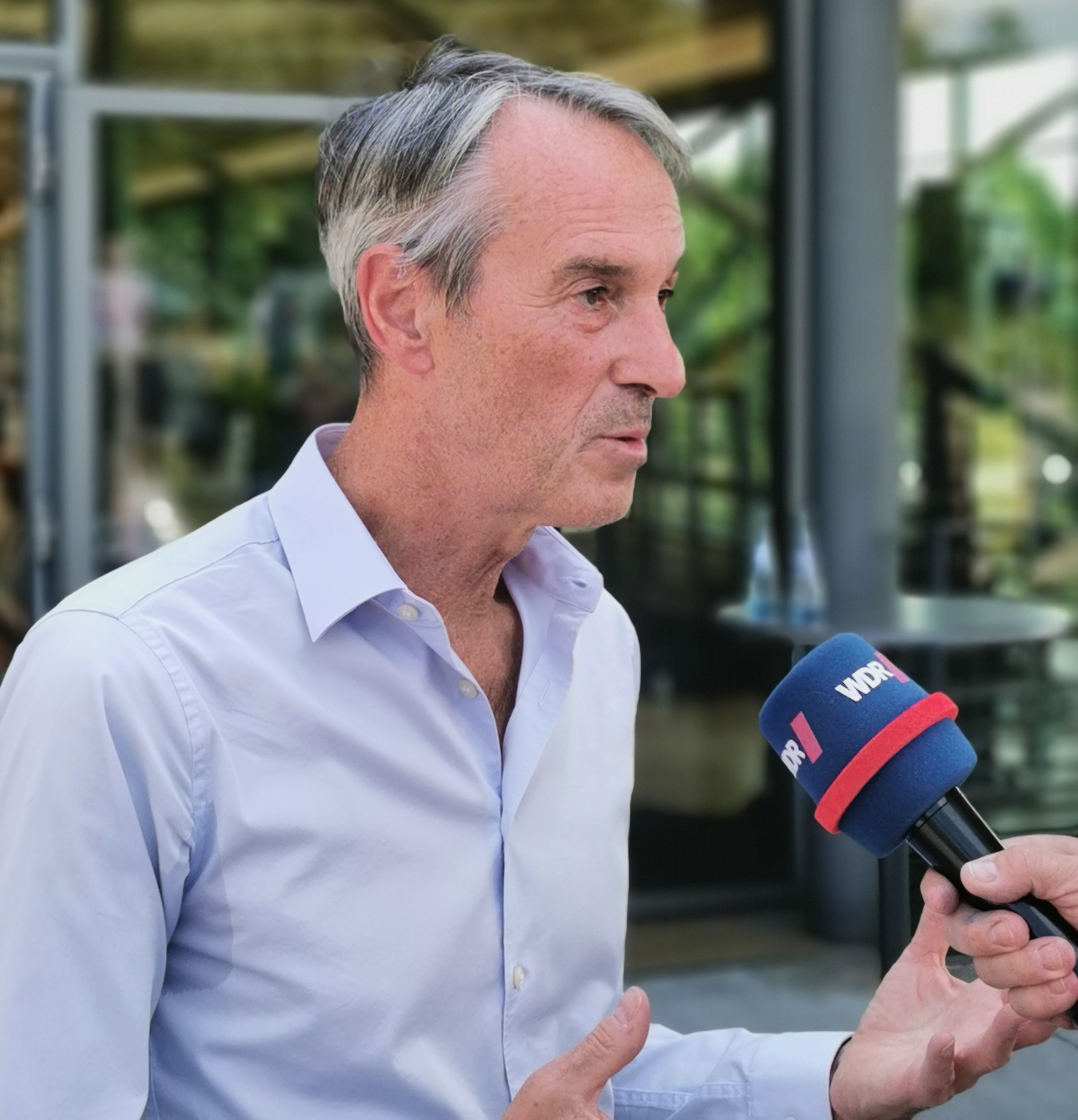
Ivo van Hove (2024)

Ivo van Hove, född  28 oktober 1958 i Heist-op-den-Berg i Flandern, är en belgisk teaterregissör.

## Biografi
Ivo van Hove började sin regikarriär 1981 med att sätta upp egna pjäser. Sedan 1984 har han undervisat i regi vid Artesis Hogeschool Antwerpen. Från 1990 till 2000 var han konstnärlig ledare för teatern Het Zuidelijk Toneel i Eindhoven. 1998-2004 var han chef för Holland Festival i Amsterdam. Sedan 2001 är han konstnärlig ledare för Toneelgroep Amsterdam, Nederländernas största repertoarteater. Hans uppsättningar har bjudits in till Avignonfestivalen, Edinburgh International Festival, Venedigbiennalen, Holland Festival, Theater der Welt, Wiener Festwochen och Bergmanfestivalen. Han är internationellt verksam och har gästregisserat vid bland andra Comédie-Française och Théâtre de l'Odéon i Paris, Deutsches Schauspielhaus i Hamburg, Staatstheater Stuttgart, off-Broadway-scenen New York Theatre Workshop och Broadway-scenen Walter Kerr Theater i New York, Young Vic i London och Teatro Real i Madrid. Mycket uppmärksammade har hans maratonuppsättningar av Shakespearebearbetningar blivit. 2008 spelade Toneelgroep Tragedies romaines som bestod av de tre romerska tragedierna Coriolanus, Julius Caesar och Antonius och Cleopatra med mängder av TV-skärmar på scenen, ett grepp som sedan dess blivit stilbildande. 2016 spelade Toneelgroep Kings of war som bestod av Henrik V Henrik VI och Richard III förflyttade till nutid och återigen med framträdande multimediainslag. Ivo van Hove har också gjort sig känd för att göra teater av filmmanus; auteurer vars manus han förvandlat till teater är John Cassavetes, Luchino Visconti, Pier Paolo Pasolini, Michelangelo Antonioni och Ingmar Bergman. 2015 regisserade han David Bowies och Enda Walshs musikal Lazarus på New York Theatre Workshop, uppsättningen flyttades 2016 till West End i London. Bland priser han tilldelats kan nämnas Obie Award 1998 och 2005, Laurence Olivier Award 2015, Critics' Circle Theatre Award 2015 och Tony Award 2016.
2009 gästade han Bergmanfestivalen med Ingmar Bergmans Kreten en gefluister (Viskningar och rop) med Toneelgroep och 2016 återkom han och samma teater med Jean Cocteaus Vox humana.